# Алекс Ленартс
Алекс Ленартс (Alex Lenaerts) — бельгійський журналіст, політик та дипломат. Надзвичайний і Повноважний Посол Бельгії в Україні (2018—2022).

## Життєпис
У 1980-х роках працював радіожурналістом. Він допомагав створенню радіостанції FM. Згодом він мав можливість працювати в Сенаті та Брюссельському парламенті, де почав із посади прессекретаря, а потім став радником. Ставши радником парламенту Бельгії, обрав дипломатичну кар'єру. Посол Бельгії в Україні Алекс Ленаертс успішно приєднався до дипломатичного корпусу Бельгії 11 вересня 2001 року.
Після перебування на посаді радника голови Брюссельського парламенту, продовжує свою дипломатичну кар'єру, з призначенням на посаду секретаря посольства Бельгії у Венесуелі.
Він багато працював, став повноважним у справах у Боснії та Герцеговині, повернувся два роки до Брюсселя, де став дипломатичним радником уряду. У Брюсселі він працював над багатьма дипломатичними питаннями, в тому числі з питань Близького Сходу та Сирії.
У 2014 — 2018 рр. — Надзвичайний і Повноважний Посол Бельгії в Лівані.
З 2018 до 2022 року — Надзвичайний і Повноважний Посол Бельгії в Україні.
10 вересня 2018 року — вручив копії вірчих грамот заступнику Міністра закордонних справ України Олені Зеркаль.
23 жовтня 2018 року — вручив вірчі грамоти Президенту України Петру Порошенку..
19 вересня 2020 року — був главою журі конкурсу краси, який проходив в рамках премії «Celebrity Awards 2020».